# Емельянов, Вадим Михайлович
Вади́м Миха́йлович Емелья́нов (1942—1977) — советский боксёр в тяжёлой (свыше 90 кг) весовой категории, мастер спорта СССР международного класса. Бронзовый призёр Олимпийских игр 1964 года, трёхкратный призёр чемпионатов СССР, чемпион Спортивного комитета дружественных армий, обладатель золотой медали Кубка Европы.

## Биография
Окончил Казанское суворовское военное училище в 1962 году, школу тренеров при Военном институте физкультуры и Ленинградское высшее военное инженерно-строительное училище имени Комаровского. С 1960 по 1977 год служил в Северовоенморстрое в Североморске Мурманской области, параллельно с этим создал и тренировал команду военных строителей.
Боксом начал заниматься с 16 лет в Казанском СВУ, первым тренером стал мастер спорта СССР Владимир Лукьянов. Тренером был заслуженный тренер РСФСР Владимир Куркин. Весовая категория — тяжёлая, свыше 90 килограммов. За карьеру провёл 158 боёв, победив в 141 из них. Из 24 международных боёв он 19 раз вышел победителем.
В 1959 году стал чемпионом СССР среди юношей, в следующем году стал серебряным призёром также среди юношей. В 1961 году дебютировал среди взрослых — бронза на чемпионате СССР, после чего спортсмену было присвоено звание мастера спорта СССР. Впоследствии он ещё дважды становился призёром этого чемпионата, завоевав в 1965 году бронзу, а в 1967 году — серебро. Среди других значительных результатов Емельянова — первое место на чемпионате Спортивного комитета дружественных армий и Кубок Европы (оба в 1963 году). В 1964 году вошёл в состав сборной СССР и занял третье место на Олимпийских играх 1964 года в Токио, проиграв в полуфинале американскому спортсмену Джо Фрейзеру. В предварительном матче повредил кисть руки, из-за чего уже после первого раунда матч был остановлен наставником советской сборной Александром Огуренковым.
Погиб 29 мая 1977 года в возрасте 35 лет. Похоронен на мемориальном кладбище в черте города Североморска. С 1985 года в спортивном клубе Североморска «Богатырь» проводится боксёрский турнир класса «А» в память о Вадиме Михайловиче Емельянове.